# 2000年墨西哥大选
2000年墨西哥大选于2000年7月2日（星期日）在墨西哥举行，变革同盟候选人比森特·福克斯·克萨达得票43.4%，赢得总统选举。
这是自墨西哥革命以来，反对派首次赢得总统选举。变革同盟拿下众议院500个席位中的224个，成为众议院最大党，革命制度党则为参议院最大党，128个席位中控制60个席位。本次选举投票率在63%至64%左右。
本次选举使比森特·福克斯·克萨达成为自1910年弗朗西斯科·马德罗领导革命后，来自反对派的首位总统。

## 背景
1910年墨西哥革命后，波费里奥·迪亚斯的长期独裁统治被推翻，国家陷入内战，革命结束后的1929年革命制度党成立，到2000年执政时间长达71年。
1989年开始，墨西哥开始实施政治改革，政治制度逐步走向开放，反对党开始在各级选举中取得历史性成就。选举制度的关注点从竞选舞弊转向竞选公平问题，1995年至1996年间，各政党经过谈判修改宪法来解决这些问题。新法律下政党资金主要来自公共捐款，对政党的审计程序加强，选举机构的独立性和权威性加强，法院系统的独立性扩大，通过一系列改革为各党派创造了公平的竞争环境。